# James E. Cartwright

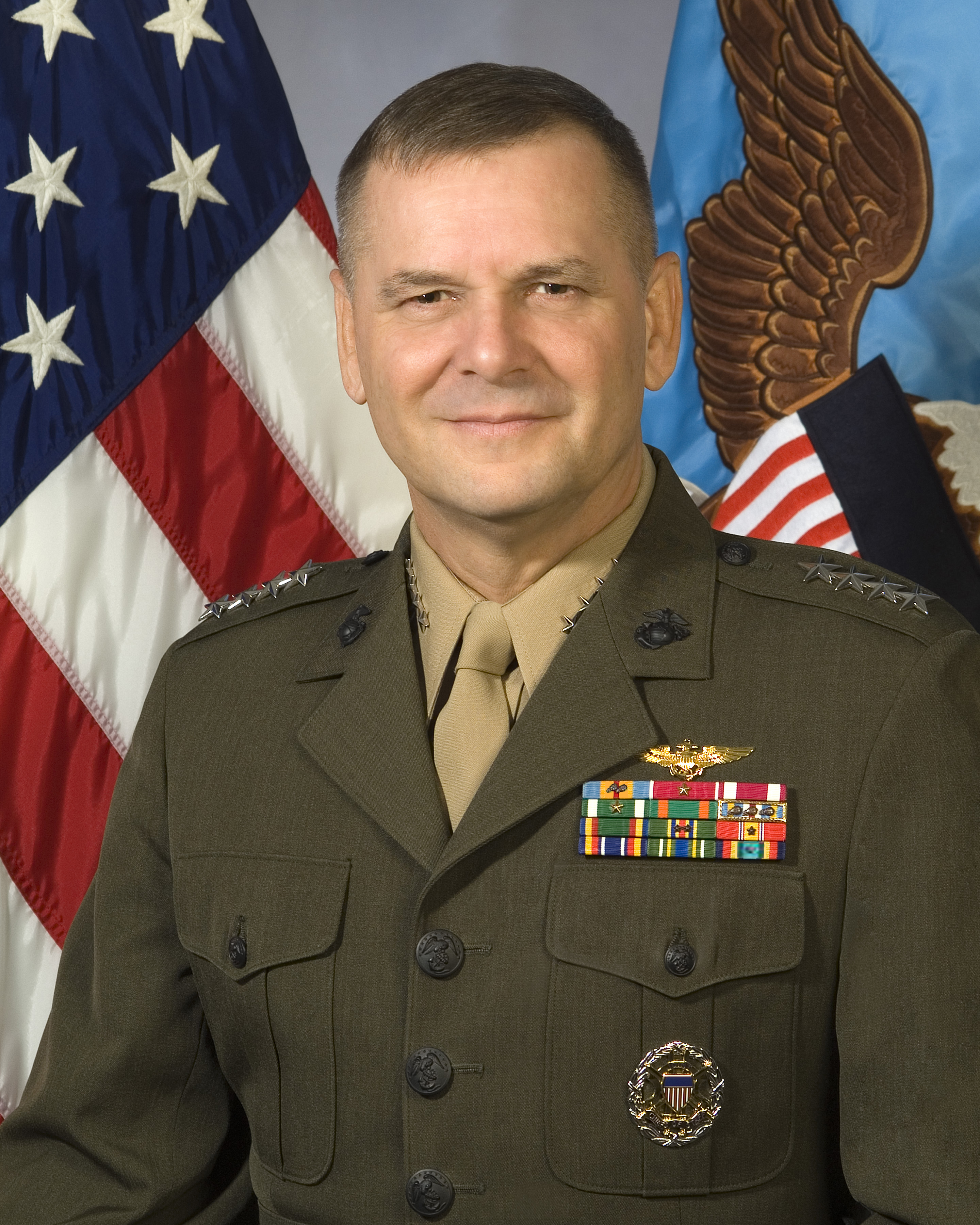
James E. Cartwright

James E. „Hoss“ Cartwright (* 22. September 1949 in Rockford, Illinois) ist ein US-amerikanischer General des Marine Corps und war vom 3. August 2007 bis zu seiner Pensionierung 2011 der achte Vizevorsitzende der Joint Chiefs of Staff.
Darüber hinaus war er möglicherweise der Ideengeber und schließlich auch Projektleiter der „Operation Olympic Games“, in dessen Rahmen der Computerwurm Stuxnet entwickelt und gegen iranische Atomanlagen eingesetzt worden sein könnte. Im Juni 2013 gab das US-Justizministerium bekannt, dass es Ermittlungen gegen Cartwright eingeleitet habe, da es vermute, dass er selbst im Jahre 2010 Informationen über die Existenz des Programms an die New York Times weitergegeben habe, was schließlich zur Enttarnung der Operation geführt hatte.

## Militärische Laufbahn
Cartwright wurde als ältestes von sechs Kindern und als einziger Junge der Familie in Rockford (Illinois) geboren. Nach dem High-School-Abschluss studierte er Medizin an der University of Iowa und ging 1971 mit Pre-medicine ab.
Er trat 1971 nach dem Studium in den Dienst des US Marine Corps, durchlief das Marineoffizier-Fliegerausbildungsprogramm und schloss dies 1973 ab. Im Januar 1977 graduierte er als Pilot der Marines und flog unter anderem die F-4 „Phantom II“ sowie die F/A-18 „Hornet“.
1986 graduierte er am Air Command and Staff College auf der Maxwell Air Force Base und erhielt 1991 einen Master of Arts in Nationalen Sicherheits- und Strategiestudien des Naval War College.
Erste höhere Kommandoaufgaben waren ab 1992 das Kommando der Marine Fighter Attack Squadron 232 und von 1994 bis 1996 die Marine Aircraft Group 31. Von 1996 bis 1999 diente er im Joint Staff als stellvertretender Direktor für Truppenstruktur, Ressourcen und Bewertung (J-8). 1999 übernahm er wieder ein Truppenkommando und diente bis 2000 als stellvertretender Kommandierender General der Marine Forces Atlantic. Anschließend übernahm er für zwei Jahre das Kommando über den 1st Marine Aircraft Wing, um 2002 wieder ins Pentagon zu wechseln und bis zum Jahre 2004 den Posten des Direktors für Truppenstruktur, Ressourcen und Beschaffung (J-8) im Joint Staff zu übernehmen. Von 2004 bis 2007 kommandierte Cartwright das US Strategic Command (STRATCOM), das weltweite Kommando der US-Nuklearstreitkräfte.
Nachdem das Armed Services Committee des US-Senats der Nominierung vom Cartwright als stellvertretenden Vorsitzenden der Joint Chiefs of Staff am 3. August 2007 zustimmte, übernahm Cartwright ab diesem Zeitpunkt das Büro von Admiral Edmund P. Giambastiani, der bereits am 27. Juli in den Ruhestand getreten war. Cartwrights offizielle Vereidigung auf diesem Posten fand am 31. August statt. Das Kommando über USSTRATCOM übergab er am 10. August kommissarisch an Lieutenant General C. Robert Kehler, da sein nominierter Nachfolger Kevin P. Chilton noch durch den US-Senat bestätigt werden musste.
Im Jahre 2011 wurde Cartwright pensioniert.
Am 17. Oktober 2016 bekannte er sich schuldig, fälschlicherweise während einer FBI-Untersuchung bestritten zu haben, dass er die Quelle von als geheim eingestuften Informationen war, die in einem Buch von David E. Sanger enthalten waren. Weder Gegenstand der Anschuldigungen noch das konkrete Buch sind veröffentlicht worden; allerdings hat Sanger über den Stuxnet-Virus geschrieben. Eine Anklage wegen Geheimnisverrats erfolgte nicht, wohl aber wegen der Falschaussage. Eine Urteilsverkündung war für den 31. Januar 2017 angesetzt worden, er wurde aber zuvor von Präsident Barack Obama begnadigt und erhielt auch seine Geheimhaltungsstufe bestätigt.

## Auszeichnungen
Auswahl der Dekorationen, sortiert in Anlehnung der Order of Precedence of the Military Awards:
- Defense Distinguished Service Medal (4 ×)
- Army Distinguished Service Medal
- Navy Distinguished Service Medal
- Air Force Distinguished Service Medal
- Coast Guard Distinguished Service Medal
- Legion of Merit (2 ×)
- Meritorious Service Medal
- Navy & Marine Corps Commendation Medal (2 ×)
- Navy & Marine Corps Achievement Medal
- Navy Unit Commendation
- Global War on Terrorism Service Medal